# Ullrich Libor
Ullrich „Ulli“ Libor (* 27. März 1940 in Cosel, Provinz Schlesien) ist ein deutscher Segelsportler und Olympiateilnehmer.

## Leben
Libor gewann 1968 und 1972 jeweils zusammen mit Peter Naumann olympische Medaillen im Flying Dutchman. Danach war er unter anderem Geschäftsführer des Deutschen Golf Verbands.
In seiner Amateur-Segellaufbahn hat er in folgenden Bootsklassen an internationalen Regatten teilgenommen: Pirat, OK-Jolle, Tempest, Flying Dutchman, Starboot, Drachen, Vierteltonner, Halbtonner, Admiral’s-Cup-Yachten, 12mR, 5,5mR, zuletzt 2.4mR.
Libor ist seit 1954 Mitglied des Norddeutschen Regatta Vereins und des Alster-Piraten-Clubs.

## Ehrungen und Auszeichnungen
Für seine sportlichen Erfolge wurde er am 27. November 1968 mit dem Silbernen Lorbeerblatt ausgezeichnet.

## Sportliches Ehrenamt
- 1982–1990 Vizepräsident im Deutschen Segler-Verband und Vorsitzender des Olympia-Segel-Ausschusses.
- 1984 Mannschaftsleiter der deutschen Olympia-Segler bei den Olympischen Sommerspielen in Los Angeles, USA.
- 1988 Mannschaftsleiter der deutschen bei den Olympischen Sommerspielen in Pusan, Südkorea.

## Weitere sportliche Erfolge
- 1956 dänischer Landesmeister – Pirat
- 1957 deutscher Jugendmeister – Pirat
- 1958 deutscher Jugendmeister – Pirat
- 1959 deutscher Jugendmeister – Pirat
- 1964 deutscher Meister – Flying Dutchman
- 1969 Weltmeister – Vierteltonner (gemeinsam mit Rodney Pattison und Harald Schwarzlose)[3]
- 1970 deutscher Vizemeister – Flying Dutchman
- 1971 deutscher Meister – Flying Dutchman
- 1979–1982 vierfache Admiral’s Cup Teilnahme mit den Yachten Jan Pott und Container
- 1982 Gewinn des Sardinia’s Cup mit der Container
- Längere Segelpause bis Restart im Drachen 2003
- 2003 3. Platz Deutsche Meisterschaft, Drachen
- 2008 Gewinner der Regatte Royal – Drachen
- 2008 Gewinner Coupe de Dragon – Drachen
- ab 2014 Einmann-Kielboot 2.4mR
- 2016 3. Platz Kieler Woche 2.4mR
- 2017 Holländischer Meister 2.4mR
- 2017 Vizemeister Deutsche Meisterschaft 2.4mR
- 2017 3. Platz Master-Wertung Weltmeisterschaft 2.4mR
- 2018 Vizemeister Irische Meisterschaft 2.4mR